# Harry's Bar (Veneza)
O Harry's Bar (traduzido do inglês, "bar do Harry") é um bar e restaurante localizado no número 1 323 da rua Vallaresso, em Veneza, na Itália. É famoso por ter sido frequentado por celebridades como Arturo Toscanini, Guglielmo Marconi, Somerset Maugham, Charlie Chaplin, Orson Welles, Truman Capote, Georges Braque, Peggy Guggenheim e Ernest Hemingway, e por ter sido o local onde foram criados o drinque Bellini e o carpaccio.

## História
Giuseppe Cipriani nasceu em 1900 em Verona. Após trabalhar como garçom em hotéis da França, Bélgica e Itália, Giuseppe se fixou em Veneza: primeiro, no Hotel Mônaco e, em seguida, no Hotel Europa. Neste último, se tornou barman por recomendação do dono, que notou a facilidade com que Giuseppe se relacionava com os clientes. Em 1929, no bar do Hotel Europa, Giuseppe passou a servir, com frequência, um quarteto composto pelo estudante estadunidense Harry Pickering; a tia de Harry; o acompanhante da tia; e o cachorro da tia (o cachorro era servido com água mineral com gás). Após brigar com a tia, Harry ficou sem dinheiro e deixou de pedir bebidas no bar. Giuseppe decidiu, então, lhe emprestar 10 000 liras. Dois anos depois, já não contando com o retorno da quantia emprestada, Giuseppe foi surpreendido com o retorno de Harry, que lhe devolveu as 10 000 liras emprestadas acrescidas de mais 40 000 liras e da proposta de ambos abrirem um bar intitulado "Harry's Bar". 
A proposta foi aceita e a esposa de Giuseppe escolheu o local do estabelecimento: uma loja de cordas. O bar foi inaugurado em 13 de maio de 1931 e, logo, passou a ser frequentado por celebridades. Em 1948, Giuseppe criou o drinque Bellini. Dois anos depois, Giuseppe criou o carpaccio a pedido da condessa Amalia Nani Moncenigo, que estava proibida pelo médico de comer carne cozida ou assada. Os nomes das duas criações de Giuseppe eram referências a famosos pintores venezianos, pois Giuseppe era fã de artes plásticas. Em 2001, o bar foi declarado "monumento nacional" pelo ministério italiano de assuntos culturais.

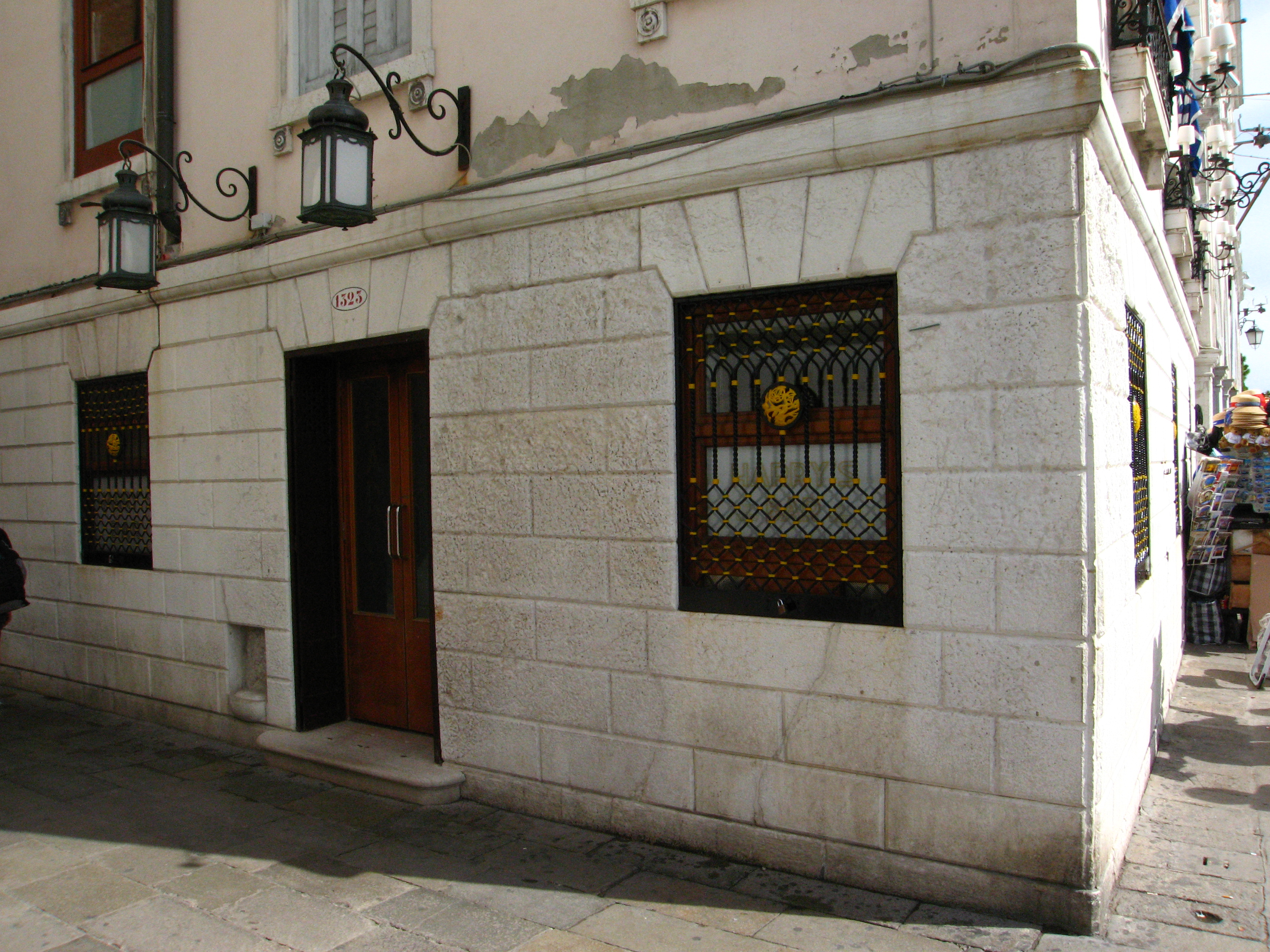
Fachada do bar